# Settime
Settime – miejscowość i gmina we Włoszech, w regionie Piemont, w prowincji Asti.
Według danych na styczeń 2009 gminę zamieszkiwały 562 osoby przy gęstości zaludnienia 84,4 os./1 km².